# کاج گلابرا
کاج گلابرا (نام علمی: Pinus glabra) نام یک گونه از سرده کاج است.

## نگارخانه

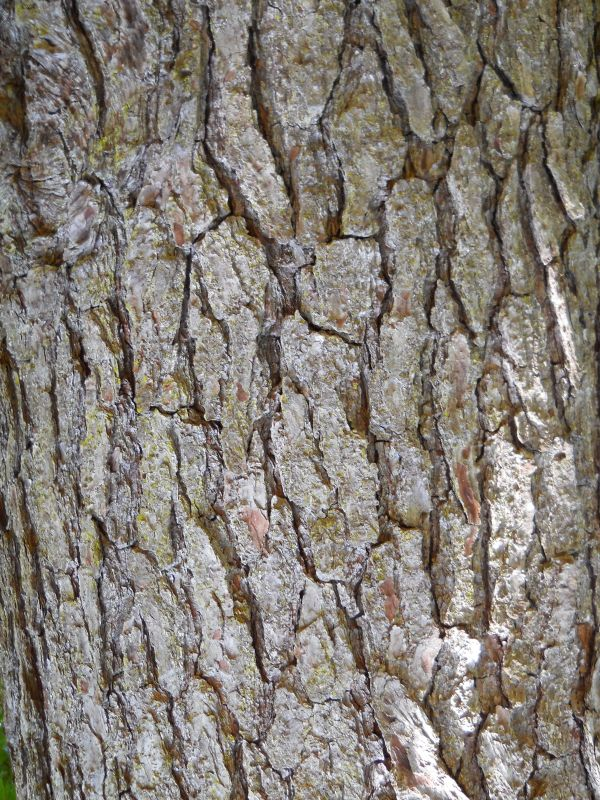